# セルバンテス (スペイン)

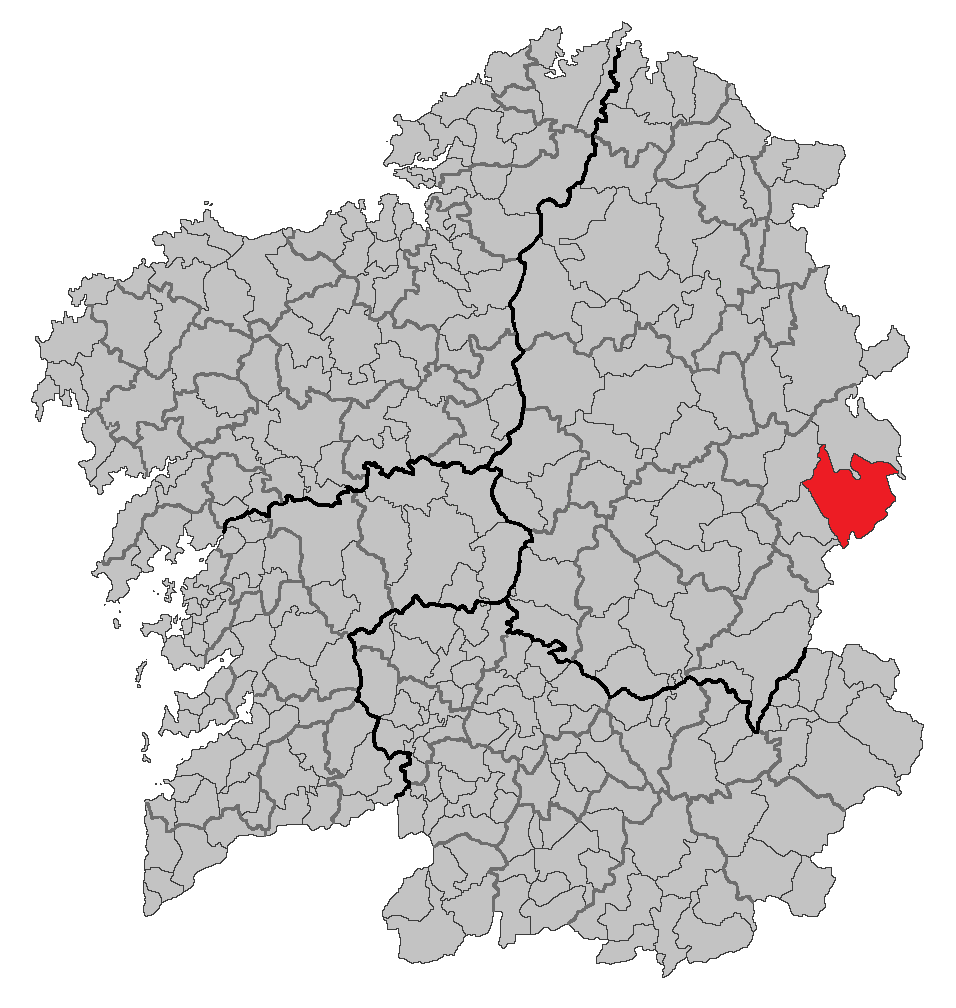

セルバンテス（Cervantes）は、スペイン、ガリシア州、ルーゴ県の自治体。コマルカ・ドス・アンカーレスに属する。ガリシア統計局によれば、2010年の人口は1,695人（2009年：1,731人、2008年：1,780人、2007年:1,844人、2006年:1,914人、2005年:1,973人、2004年:2,031人、2003年:2,080人）。住民呼称はcervantego/-a。
ガリシア語話者の自治体人口に占める割合は99.32％（2001年）。

## 地理
セルバンテスはルーゴ県の東部に位置し、コマルカ・ドス・アンカーレスに属する。北はナビア・デ・スアルナと、南はペドラフィータ・ド・セブレイロとアス・ノガイスと、西はベセレアーの各自治体と隣接、東はカスティーリャ・イ・レオン州のレオン県に接している。面積は277.6km²、自治体の中心地はサン・ロマン・デ・セルバンテス教区のサン・ロマン地区。
セルバンテスはベセレアー司法管轄区に属す。
セルバンテスはルーゴ県の東部、レオン県との境に位置し、自治体内にはオ・ムスタジャール山（1,924m）、ペナロンガ山（1,890m）、ラゴス山（1,896m）、コルノ・マルディート山（1,848m）、チャルコス山（1,847m）、ペナ・ルビア山（1,821m）などの山がある。同じくコマルカ・ドス・アンカーレスのナビア・デ・スアルナとベセレアー一帯の山々は2006年にユネスコの生物圏保護区に指定された
自治体内をナビア川、セール川、キンドウス川、カンセラーダ川、セルバンテス川、バルシア川、カバーナ川、カストロ川、カーレス川、セレイシェード川、コバス川、ポントロン川、リボン川、ビラレージョ川、ビラベール川などが流れている。

### 人口
| セルバンテスの人口推移 1900－2010                       |
|                                                         |
| 出典:INE（スペイン国立統計局）1900年 - 1991年、1996年 - |

## 歴史
セルバンテスの領域の最初の定住者は前ローマ時代にさかのぼり、今もピオルネードのような集落に見ることができる、アンカーレス地方に特有の人と家畜が共に暮らす円形石造りの藁ぶきの家（パジョーサ）はそこに由来すると考えられる。また、セルバンテスという地名の語源は鹿（cervo）の住む土地に由来するとされ、この動物は先史時代に信仰の対象であったと考えられる。
中世にはこの地域の土地は、サン・サドゥルニーニョ侯爵（19世紀末までキンドス城に居住）、またはセルバンテスの領主ビジャヌエバ・デ・カニェード伯爵、アルカニセス侯爵などの貴族の領地であった。
また、作家ミゲル・デ・セルバンテスの祖先はこの町の出身であることがうかがえる。そしてサアベドラという姓が（この姓サアベドラはガリシア語である）事実、ビラレージョ・ダ・イグレーシャの教区洗礼名簿に残されている。また、ミゲル・デ・セルバンテスは『ドン・キホーテ前篇』の第39章の冒頭にソライダの同行者の囚人に、言わせているセリフからも、そのことがうかがえる。そして、セルバンテスの小さな集落であるビラレージョ・ダ・イグレーシャには、現在もその地にすむ人々によって「サアベドラの館」と呼ばれる古い家がある。

## 政治
自治体首長はガリシア社会党（PSdeG-PSOE）のベニグノ・ゴメス・タディン（Benigno Gómez Tadín）、自治体評議員はガリシア社会党：6、ガリシア国民党（PPdeG）：3となっている。（2011年5月22日の自治体選挙結果、得票順）。
| 1999年6月13日自治体選挙 |        |        |          |
| 政党                    | 得票数 | 得票率 | 獲得議席 |
| PSdeG-PSOE              | 802    | 56.16% | 6        |
| PPdeG                   | 380    | 26.61% | 3        |
| BNG                     | 234    | 16.39% | 2        |

| 2003年5月25日自治体選挙 |        |        |          |
| 政党                    | 得票数 | 得票率 | 獲得議席 |
| PSdeG-PSOE              | 771    | 58.41% | 7        |
| PPdeG                   | 328    | 24.85% | 3        |
| BNG                     | 208    | 15.76% | 1        |

| 2007年5月27日自治体選挙 |        |        |          |
| 政党                    | 得票数 | 得票率 | 獲得議席 |
| PSdeG-PSOE              | 858    | 64.03% | 6        |
| PPdeG                   | 317    | 23.66% | 2        |
| BNG                     | 154    | 11.49% | 1        |

| 2011年5月22日自治体選挙 |        |        |          |
| 政党                    | 得票数 | 得票率 | 獲得議席 |
| PSdeG-PSOE              | 783    | 66.87% | 6        |
| PPdeG                   | 340    | 29.04% | 3        |
| BNG                     | 31     | 2.65%  | 0        |

## 教区
セルバンテスは21教区に分けられる。太字は自治体中心地区のある教区。
- アンバスビーアス（サンタージャ）
- カステーロ（サン・ペドロ）
- オ・カストロ（サンタ・マリーア）
- セレイシェード（サンティアーゴ）
- ドニス（サン・フィス）
- ドルナ（サンタ・マリーア）
- ラマス（サン・シアーオ）
- オ・モステイロ（サン・ショアン）
- ノセーダ（サン・ペドロ）
- オ・パンド（サンタ・マリーア）
- キンドウス（サン・シュスト）
- ア・リベイラ（サン・マルティン）
- サン・ペドロ・デ・セルバンテス（サン・ペドロ）
- サン・ロマン・デ・セルバンテス（サン・ロマン）
- サン・トメ・デ・カンセラーダ（サン・トメ）
- ビラプン（サンタ・コンバ）
- ビラキンテ（サン・ブレイショ）
- ビラレージョ（サンタ・マリーア）
- ビラサンテ（サンティアーゴ）
- ビラスパサンテス（サン・ショアン）
- ビラベール（サン・シュスト）

## ギャラリー

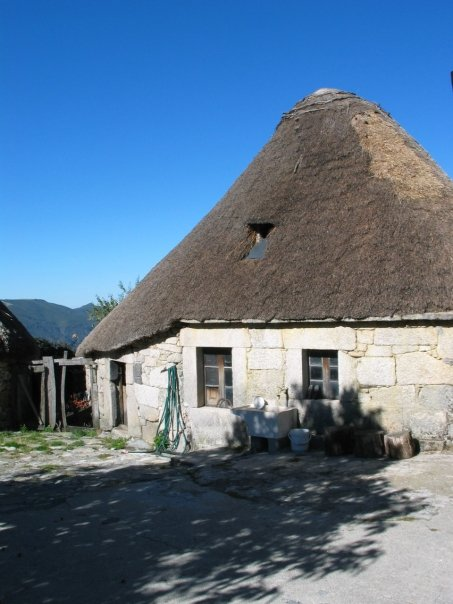
ピオルネード集落のパジョーサ
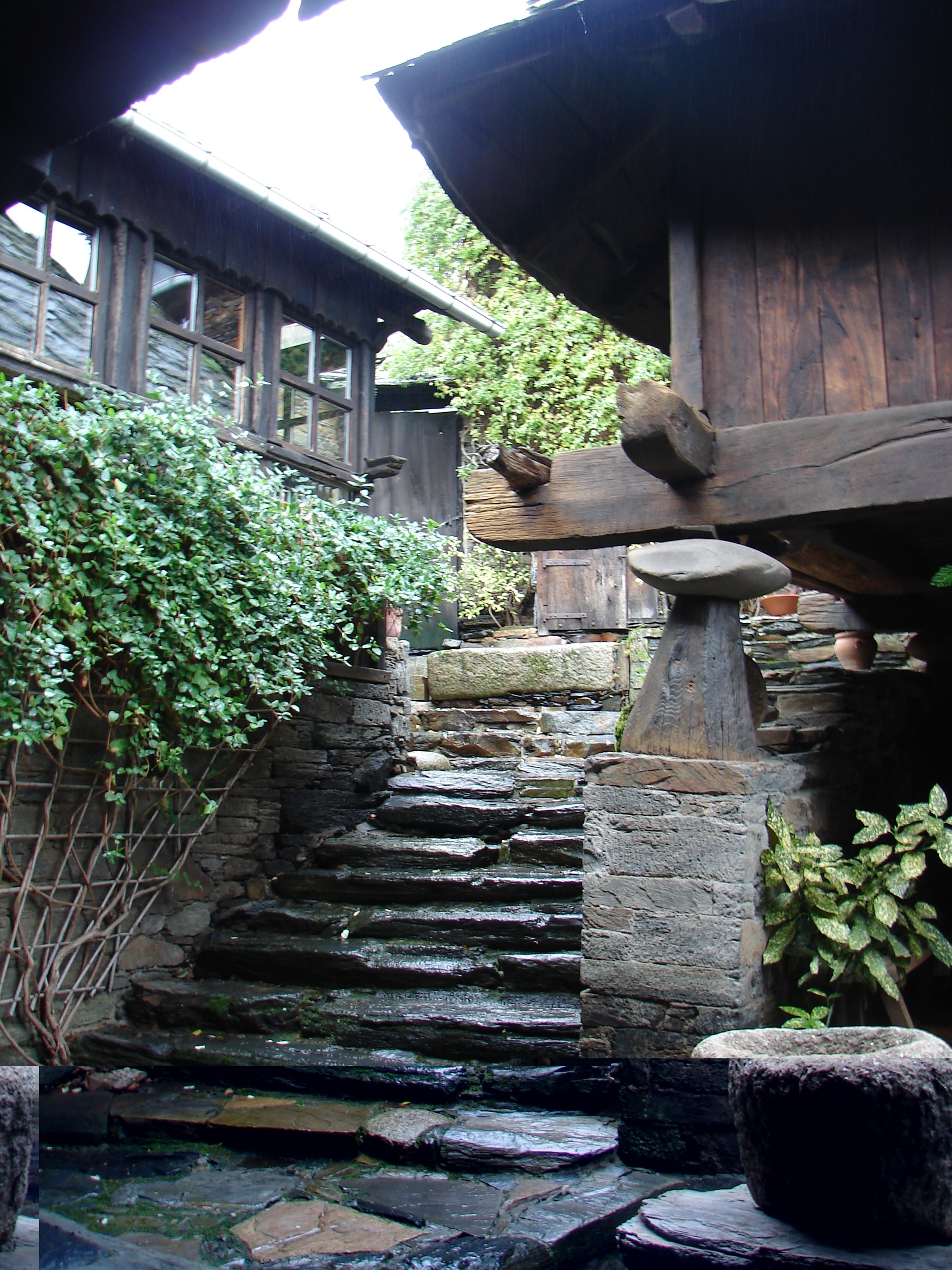
伝統家屋
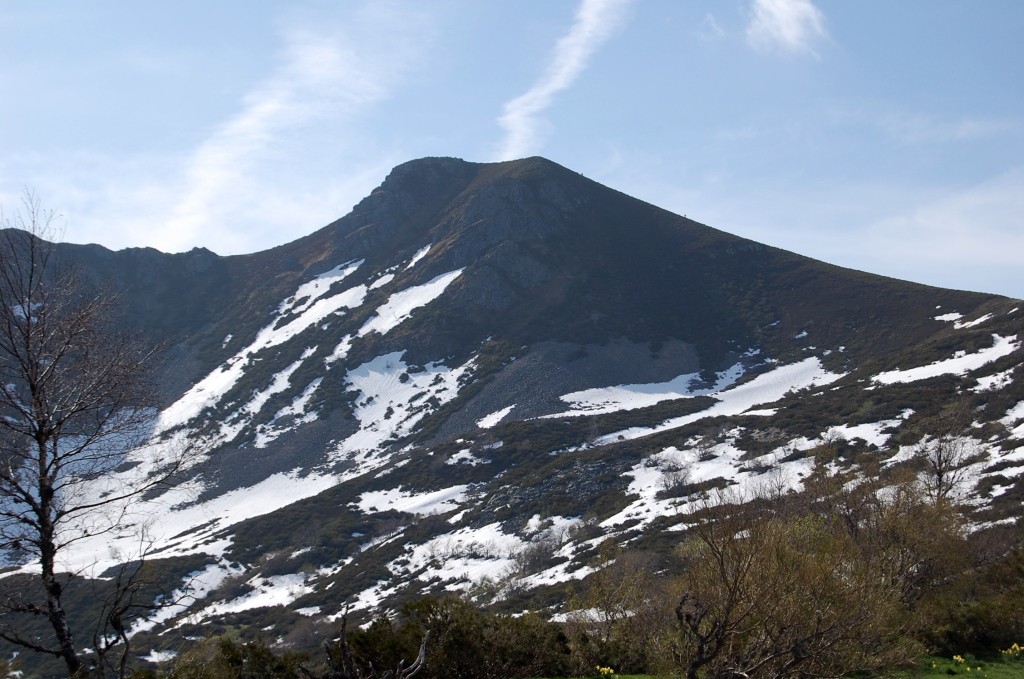
アンカーレス山地
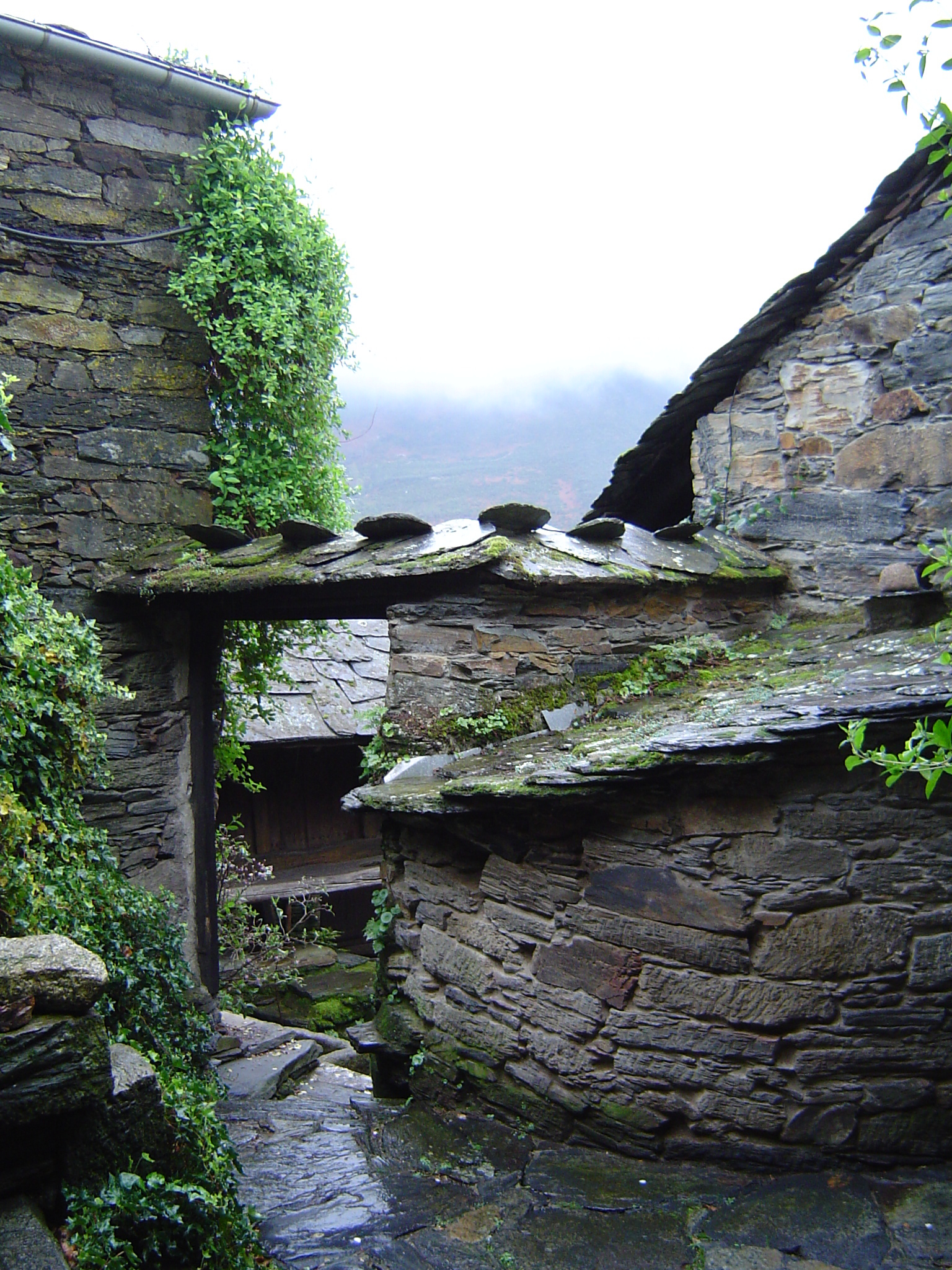
伝統家屋